# エンジニアリングサービス (自動車産業)
自動車産業におけるエンジニアリングサービス（英：Engineering Service Provider）とは、パワートレイン・車体などの中核技術を自動車メーカーから受託開発するサービス業。日本においては、独立系エンジニアリング会社、カーメーカー系子会社及び派遣会社からの派生の三系統が存在する。

## 解説
最初に自動車産業が興った欧州では、その発祥当初より部品会社と自動車メーカーの対等な水平分業がなされた。その後、技術開発のみを行うエンジニアリング会社が、大学発のベンチャー企業として興った。これら独立系エンジニアリング会社は、大学などと協業しながら独自の技術を持ち、自動車メーカーに対して図面提供や技術コンサルティングを行う。エンジニアリング会社と部品会社と自動車メーカーとが水平分業をしながら、効率よくバリューチェーンを形成し、自動車産業を作り上げている。近年では、欧州のエンジニアリング会社大手が、相次ぎ日本に拠点を開いている。
一方日本では、自動車メーカーの系列子会社としてエンジニアリング会社が興り、系列親会社からの業務委託を主業務とする。その多くはゲストエンジニアとして、自動車メーカー内に出向して開発活動に従事している。
自動車エンジニアリングサービスの市場規模は、2021年の1533億米ドルからCAGR8.8%で成長し、2027年には2539億米ドルに達すると予測されている。

## 主な独立系エンジニアリング会社
- FEV
- AVL
- IAV
- リカルド
- ボッシュエンジニアリング株式会社
- ITK
- マグナ・シュタイア （完成車製造も含む）
- AZAPA株式会社
- SCTMエンジニアリング株式会社

## 主なメーカー系エンジニアリング会社
- 豊田中央研究所
- トヨタテクニカルディベロップメント
- トヨタカスタマイジング&ディベロップメント
- トヨタ・リサーチ・インスティテュート
- ウーブン・バイ・トヨタ
- トヨタ車体研究所
- デンソーテクノ
- 愛知機械工業（製造も含む）
- 日産オートモーティブテクノロジー
- ホンダエンジニアリング
- ホンダ・リサーチ・インスティチュート・ジャパン
- ホンダテクノフォート
- SUBARUテクノ
- 三菱自動車エンジニアリング
- いすゞエンジニアリング
- 日野ヒューテック